# Coryanthes albertinae
Coryanthes albertinae är en orkidéart som beskrevs av Gustav Karl Wilhelm Hermann Karsten. Coryanthes albertinae ingår i släktet Coryanthes, och familjen orkidéer. Inga underarter finns listade i Catalogue of Life.